# Palace Theatre (Manchester)

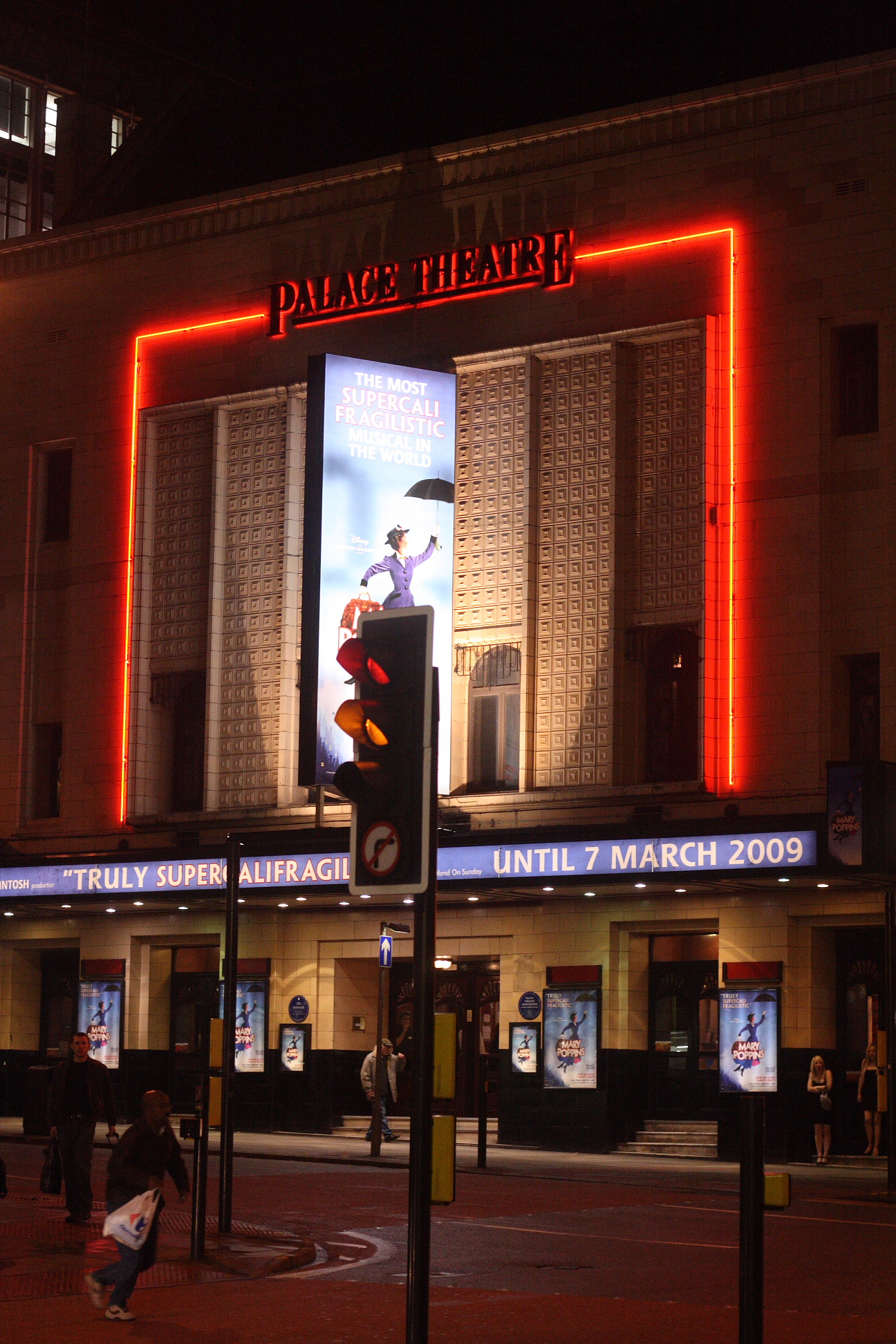
Palace Theatre.

Le Palace Theatre, est un des principaux théâtres de Manchester, en Angleterre. Il est situé à Oxford Street, dans le coin nord-est de son intersection avec Whitworth Street. The Palace et le Manchester Opera House de Quay Street sont gérés par la même compagnie, Ambassador Theatre Group. La capacité d'origine de 3 675 places a été réduite depuis à 1 955 places.